# Ilisha amazonica
Ilisha amazonica is een straalvinnige vissensoort uit de familie van de haringen, sardienen en pellona's (Pristigasteridae). De wetenschappelijke naam van de soort is voor het eerst geldig gepubliceerd in 1920 door Miranda Ribeiro.